# Michael Iskander
Michael Iskander, född i Egypten 2001 eller 2002, är en amerikansk skådespelare och musikalartist.
Michael Iskander är född i Egypten och kom till USA som nioåring. Han har bland annat medverkat i musikalföreställningar såsom In The Heights han för sin rollprestation som Usnavi tilldelades The Spirit of the MACY Awards. Han har även medverkat i Broadway-föreställningen Kimberly Akimbo där han spelade Aaron. Det stora genombrottet som skådespelare fick han i och med TV-serien House of David där han spelade titelkaraktären David.

## Filmografi (urval)
- 2025 – House of David (TV-serie)